# Сандер Скотхейм
Сандер Ое Скотхейм (норв. Sander Aae Skotheim; нар. 31 травня 2002) — норвезький легкоатлет, який спеціалізується на багатоборстві.

## Спортивні досягнення
Учасник олімпійських змагань з десятиборства на Іграх-2024 (18-е місце).
Срібний призер чемпіонату світу в приміщенні з семиборства (2024).
Срібний призер чемпіонату Європи з десятиборства (2024).
Чемпіон Європи в приміщенні з семиборства (2025). Срібний призер чемпіонату Європи в приміщенні з семиборства (2023).
Срібний призер чемпіонатів Європи з десятиборства серед молоді (2023) та юніорів (2021).
Чемпіон Норвегії з десятиборства (2022) та семиборства в приміщенні (2022). Багаторазовий чемпіон Норвегії з окремих видів, що входять до дисциплін багатоборства.
Дворазовий рекордсмен Європи з семиборства на короткій доріжці — 6484 та 6558 очок (обидва - 2025).